# Alisma rhicnocarpum
Alisma rhicnocarpum är en enhjärtbladig växtart som beskrevs av Schotsman. Alisma rhicnocarpum ingår i släktet kranssvaltingar, och familjen svaltingväxter. Inga underarter finns listade i Catalogue of Life.